# Премћани
Премћани је насеље у општини Пљевља у Црној Гори. Према попису из 2003. било је 73 становника (према попису из 1991. било је 89 становника).

## Демографија
У насељу Премћани живи 68 пунолетних становника, а просечна старост становништва износи 47,5 година (47,9 код мушкараца и 46,9 код жена). У насељу има 28 домаћинстава, а просечан број чланова по домаћинству је 2,61.
Становништво у овом насељу веома је хетерогено, а у последња три пописа, примећен је пад у броју становника.

## Стара братства у овом крају
Сматра се да су најстарија позната братства у овом крају Брајковићи, Мрдаци и Грбе

### Брајковић
Брајковићи су живели у западном делу Премћана до половине 19. века, када под притиском Шаранаца напуштају Премћане. Поново се враћају око 1880. године. Имали су своје катуне у Сињајевини, односно селу Брајковачи, које је и добило име по Брајковићима.

### Мрдак
Најстарији преци Мрдака живели су у Премћанима имали су имања, односно катуне, у Шаранцима њихово је било скоро пола Премћана, источни део. И сада се зове Мрдачко Село и Мрдачка Коса.

### Грба
Грбе су живели у Бујацима и ту су их стотинама година биле само две или три куће.
|  |

| Демографија | Демографија | Демографија |
| Година      | Становника  | Становника  |
| ----------- | ----------- | ----------- |
|             |             |             |
|             |             |             |
|             |             |             |
|             |             |             |
| 1948.       | 453         |             |
| 1953.       | 387         |             |
| 1961.       | 350         |             |
| 1971.       | 240         |             |
| 1981.       | 158         |             |
| 1991.       | 89          | 89          |
| 2003.       | 73          | 73          |
|             |             |             |
|             |             |             |

| Етнички састав према попису из 2003.‍ | Етнички састав према попису из 2003.‍ | Етнички састав према попису из 2003.‍ | Етнички састав према попису из 2003.‍ | Етнички састав према попису из 2003.‍ |
| ------------------------------------ | ------------------------------------ | ------------------------------------ | ------------------------------------ | ------------------------------------ |
|                                      |                                      |                                      |                                      |                                      |
| Црногорци                            | Црногорци                            |                                      | 37                                   | 50,68%                               |
| Срби                                 | Срби                                 |                                      | 34                                   | 46,57%                               |
| непознато                            | непознато                            |                                      | 2                                    | 2,73%                                |

| \| \| м \| \| \| ж \| \| ? \| 0 \| \| \| 1 \| \| 80+ \| 1 \| \| \| 1 \| \| 75—79 \| 4 \| \| \| 0 \| \| 70—74 \| 3 \| \| \| 4 \| \| 65—69 \| 3 \| \| \| 3 \| \| 60—64 \| 3 \| \| \| 4 \| \| 55—59 \| 4 \| \| \| 2 \| \| 50—54 \| 2 \| \| \| 1 \| \| 45—49 \| 4 \| \| \| 1 \| \| 40—44 \| 2 \| \| \| 3 \| \| 35—39 \| 2 \| \| \| 0 \| \| 30—34 \| 2 \| \| \| 3 \| \| 25—29 \| 4 \| \| \| 1 \| \| 20—24 \| 6 \| \| \| 4 \| \| 15—19 \| 1 \| \| \| 0 \| \| 10—14 \| 1 \| \| \| 1 \| \| 5—9 \| 0 \| \| \| 0 \| \| 0—4 \| 0 \| \| \| 2 \| \| Просек : \| 3 \| \| \| 1 \| |   |  |  |   |
| |   |  |  |   |
| | м |  |  | ж |
| ? | 0 |  |  | 1 |
| 80+ | 1 |  |  | 1 |
| 75—79 | 4 |  |  | 0 |
| 70—74 | 3 |  |  | 4 |
| 65—69 | 3 |  |  | 3 |
| 60—64 | 3 |  |  | 4 |
| 55—59 | 4 |  |  | 2 |
| 50—54 | 2 |  |  | 1 |
| 45—49 | 4 |  |  | 1 |
| 40—44 | 2 |  |  | 3 |
| 35—39 | 2 |  |  | 0 |
| 30—34 | 2 |  |  | 3 |
| 25—29 | 4 |  |  | 1 |
| 20—24 | 6 |  |  | 4 |
| 15—19 | 1 |  |  | 0 |
| 10—14 | 1 |  |  | 1 |
| 5—9 | 0 |  |  | 0 |
| 0—4 | 0 |  |  | 2 |
| Просек : | 3 |  |  | 1 |

| Број домаћинстава према пописима из периода 1948—2003. | Број домаћинстава према пописима из периода 1948—2003. | Број домаћинстава према пописима из периода 1948—2003. | Број домаћинстава према пописима из периода 1948—2003. | Број домаћинстава према пописима из периода 1948—2003. | Број домаћинстава према пописима из периода 1948—2003. | Број домаћинстава према пописима из периода 1948—2003. | Број домаћинстава према пописима из периода 1948—2003. |
| Година пописа                                          | 1948.                                                  | 1953.                                                  | 1961.                                                  | 1971.                                                  | 1981.                                                  | 1991.                                                  | 2003.                                                  |
| ------------------------------------------------------ | ------------------------------------------------------ | ------------------------------------------------------ | ------------------------------------------------------ | ------------------------------------------------------ | ------------------------------------------------------ | ------------------------------------------------------ | ------------------------------------------------------ |
| Број домаћинстава                                      | 83                                                     | 66                                                     | 57                                                     | 51                                                     | 44                                                     | 28                                                     | 28                                                     |

| Број домаћинстава по броју чланова према попису из 2003. | Број домаћинстава по броју чланова према попису из 2003. | Број домаћинстава по броју чланова према попису из 2003. | Број домаћинстава по броју чланова према попису из 2003. | Број домаћинстава по броју чланова према попису из 2003. | Број домаћинстава по броју чланова према попису из 2003. | Број домаћинстава по броју чланова према попису из 2003. | Број домаћинстава по броју чланова према попису из 2003. | Број домаћинстава по броју чланова према попису из 2003. | Број домаћинстава по броју чланова према попису из 2003. | Број домаћинстава по броју чланова према попису из 2003. | Број домаћинстава по броју чланова према попису из 2003. |
| Број чланова                                             | 1                                                        | 2                                                        | 3                                                        | 4                                                        | 5                                                        | 6                                                        | 7                                                        | 8                                                        | 9                                                        | 10 и више                                                | Просек                                                   |
| -------------------------------------------------------- | -------------------------------------------------------- | -------------------------------------------------------- | -------------------------------------------------------- | -------------------------------------------------------- | -------------------------------------------------------- | -------------------------------------------------------- | -------------------------------------------------------- | -------------------------------------------------------- | -------------------------------------------------------- | -------------------------------------------------------- | -------------------------------------------------------- |
| Број домаћинстава                                        | 28                                                       | 7                                                        | 10                                                       | 3                                                        | 6                                                        | 0                                                        | 1                                                        | 1                                                        | 0                                                        | 0                                                        | 0                                                        |

| Пол    | Укупно | Неожењен/Неудата | Ожењен/Удата | Удовац/Удовица | Разведен/Разведена | Непознато |
| ------ | ------ | ---------------- | ------------ | -------------- | ------------------ | --------- |
| Мушки  | 41     | 12               | 21           | 4              | 1                  | 3         |
| Женски | 28     | 2                | 20           | 4              | 0                  | 2         |
| УКУПНО | 69     | 14               | 41           | 8              | 1                  | 5         |

| Пол    | Укупно                    | Пољопривреда, лов и шумарство | Рибарство                            | Вађење руде и камена | Прерађивачка индустрија       |
| ------ | ------------------------- | ----------------------------- | ------------------------------------ | -------------------- | ----------------------------- |
| Мушки  | 23                        | 11                            | 0                                    | 0                    | 1                             |
| Женски | 19                        | 18                            | 0                                    | 0                    | 0                             |
| Укупно | 42                        | 29                            | 0                                    | 0                    | 1                             |
|        |                           |                               |                                      |                      |                               |
| Пол    | Производња и снабдевање   | Грађевинарство                | Трговина                             | Хотели и ресторани   | Саобраћај, складиштење и везе |
| Мушки  | 0                         | 2                             | 0                                    | 1                    | 0                             |
| Женски | 0                         | 0                             | 0                                    | 0                    | 0                             |
| Укупно | 0                         | 2                             | 0                                    | 1                    | 0                             |
|        |                           |                               |                                      |                      |                               |
| Пол    | Финансијско посредовање   | Некретнине                    | Државна управа и одбрана             | Образовање           | Здравствени и социјални рад   |
| Мушки  | 0                         | 0                             | 3                                    | 3                    | 0                             |
| Женски | 0                         | 0                             | 0                                    | 1                    | 0                             |
| Укупно | 0                         | 0                             | 3                                    | 4                    | 0                             |
|        |                           |                               |                                      |                      |                               |
| Пол    | Остале услужне активности | Приватна домаћинства          | Екстериторијалне организације и тела | Непознато            | Непознато                     |
| Мушки  | 1                         | 0                             | 0                                    | 1                    | 1                             |
| Женски | 0                         | 0                             | 0                                    | 0                    | 0                             |
| Укупно | 1                         | 0                             | 0                                    | 1                    | 1                             |